# Gradiva (film, 1970)
Pour les articles homonymes, voir Gradiva (homonymie).
Pour plus de détails, voir Fiche technique et Distribution.
Gradiva est un film italien réalisé par Giorgio Albertazzi, sorti en 1970.

## Synopsis
Le jeune archéologue Norbert est subjugué par une antique et belle statue de femme découverte à Florence. Au cours de ses travaux à Pompéi, il rencontre une jeune femme en laquelle il voit une réincarnation de la statue. Il lui parle en grec ancien et latin, mais il s’avère qu’elle n’est qu’une belle fille ordinaire. Norbert fait part de ses obsessions à un ami psychiatre. Des séances régressives révèlent que la femme statufiée serait morte dans l’antique Pompéi lors de l’éruption du Vésuve en 79. Norbert et la fille rencontrée à Pompéi s’éprennent l’un de l’autre et découvrent qu’ils se seraient connus dans leur enfance...

## Fiche technique
- Titre original : Gradiva
- Réalisation : Giorgio Albertazzi
- Scénario : Giuseppe Berto et Ghigo de Chiara, d'après le roman Gradiva de Wilhelm Jensen
- Photographie : Stelvio Massi
- Musique : Mario Nascimbene
- Producteur : Felice Fulchignoni
- Société de production : Fulco Film (Italie)
- Société de distribution : RAI (Italie)[1]
- Pays de production :  Italie
- Langue originale : italien
- Format : 35 mm — couleur (Eastmancolor) — 1.66:1 — son monophonique
- Genre : drame
- Durée : 100 minutes
- Date de sortie : 1970

## Distribution
- Laura Antonelli : Gradiva
- Peter Chatel : Norbert, un jeune archéologue
- Giorgio Albertazzi : l’ami de Norbert, un psychiatre
- Joseph Wheeler
- Marilu Tolo
- Ugo Cardea
- Giuliano Esperanti
- Penny Brown
- Bianca Toccafondi
- Roy Bosier
- Cristina Davanzo
- Gisela Hahn
- Carla Cassola
- Tomas Pico : la statue

## Distinction

### Récompense
- Festival international du film de Locarno 1970 :  Camée d'or (Cammeo d'oro) à Giorgio Albertazzi[2].